# Stirellus subnubilus
Stirellus subnubilus är en insektsart som beskrevs av Knull 1949. Stirellus subnubilus ingår i släktet Stirellus och familjen dvärgstritar. Inga underarter finns listade i Catalogue of Life.